# Tylopoda
De Tylopoda of eeltpotigen zijn in de taxonomie van zoogdieren een onderorde van herbivore hoefdieren, binnen de orde Artiodactyla (evenhoevigen). Deze onderorde bevat de familie Camelidae (kameelachtigen) (kamelen en lama's) en een aantal uitgestorven families.

## Evolutie en verspreiding
Het natuurlijk verspreidingsgebied van de Tylopoda ligt tegenwoordig in Azië en Zuid-Amerika. De voorouders van deze dieren kwamen echter uit Noord-Amerika. De oudste fossielen van Tylopoda komen uit het Eoceen (rond 45 miljoen jaar geleden) van Noord-Amerika en Europa, een continent dat destijds nog met Noord-Amerika in verbinding stond. 
Rond 2 tot 3 miljoen jaar geleden migreerden kameelachtigen via de Beringlandbrug van Noord-Amerika naar Azië. Lama's migreerden rond 3 miljoen jaar geleden naar Zuid-Amerika (als onderdeel van de Great American Interchange). De laatste Noord-Amerikaanse Tylopoda zijn geologisch gezien relatief kort geleden uitgestorven.

## Taxonomie
De volgende families worden tot de Tylopoda gerekend:
- familie Camelidae (kameelachtigen)
- familie Oromerycidae †, Eoceen, Noord-Amerika
- familie Xiphodontidae †, Eoceen, Europa
- familie Anoplotheriidae †, Eoceen-Oligoceen, Europa
- familie Choeropotamidae †, Eoceen, Europa
- familie Cainotheriidae †, Oligoceen, Europa

Twee uitgestorven families van evenhoevigen, de Merycoidodontidae en Agriochoeridae, worden soms ook tot de Tylopoda gerekend. Ze worden echter meestal samen als aparte onderorde, de Oreodonta, gezien.